# Landres-et-Saint-Georges
Landres-et-Saint-Georges ist eine französische Gemeinde mit 68 Einwohnern (Stand: 1. Januar 2022) im Département Ardennes in der Region Grand Est (bis 2015: Champagne-Ardenne). Sie gehört zum Arrondissement Vouziers, zum Kanton Vouziers und zum 1997 gegründeten Gemeindeverband L’Argonne Ardennaise.

## Geografie
Die Gemeinde Landres-et-Saint-Georges liegt in einem Seitental des Agron an der Grenze zum Département Meuse, 25 Kilometer östlich von Vouziers. Umgeben wird Landres-et-Saint-Georges von den Nachbargemeinden Bayonville im Norden, Tailly im Nordosten, Bantheville im Osten, Romagne-sous-Montfaucon im Südosten, Exermont und Sommerance im Süden, Saint-Juvin im Südwesten, Champigneulle im Westen sowie Imécourt im Nordwesten.

## Geschichte
Die heutige Gemeinde wurde 1828 durch den Zusammenschluss der bis dahin eigenständigen Gemeinden Landres und Saint-Georges gebildet.

## Bevölkerungsentwicklung
| Jahr                       | 1962 | 1968 | 1975 | 1982 | 1990 | 1999 | 2004 | 2009 | 2019 |
| Einwohner                  | 228  | 217  | 180  | 158  | 128  | 113  | 104  | 101  | 74   |
| Quellen: Cassini und INSEE |      |      |      |      |      |      |      |      |      |

## Sehenswürdigkeiten

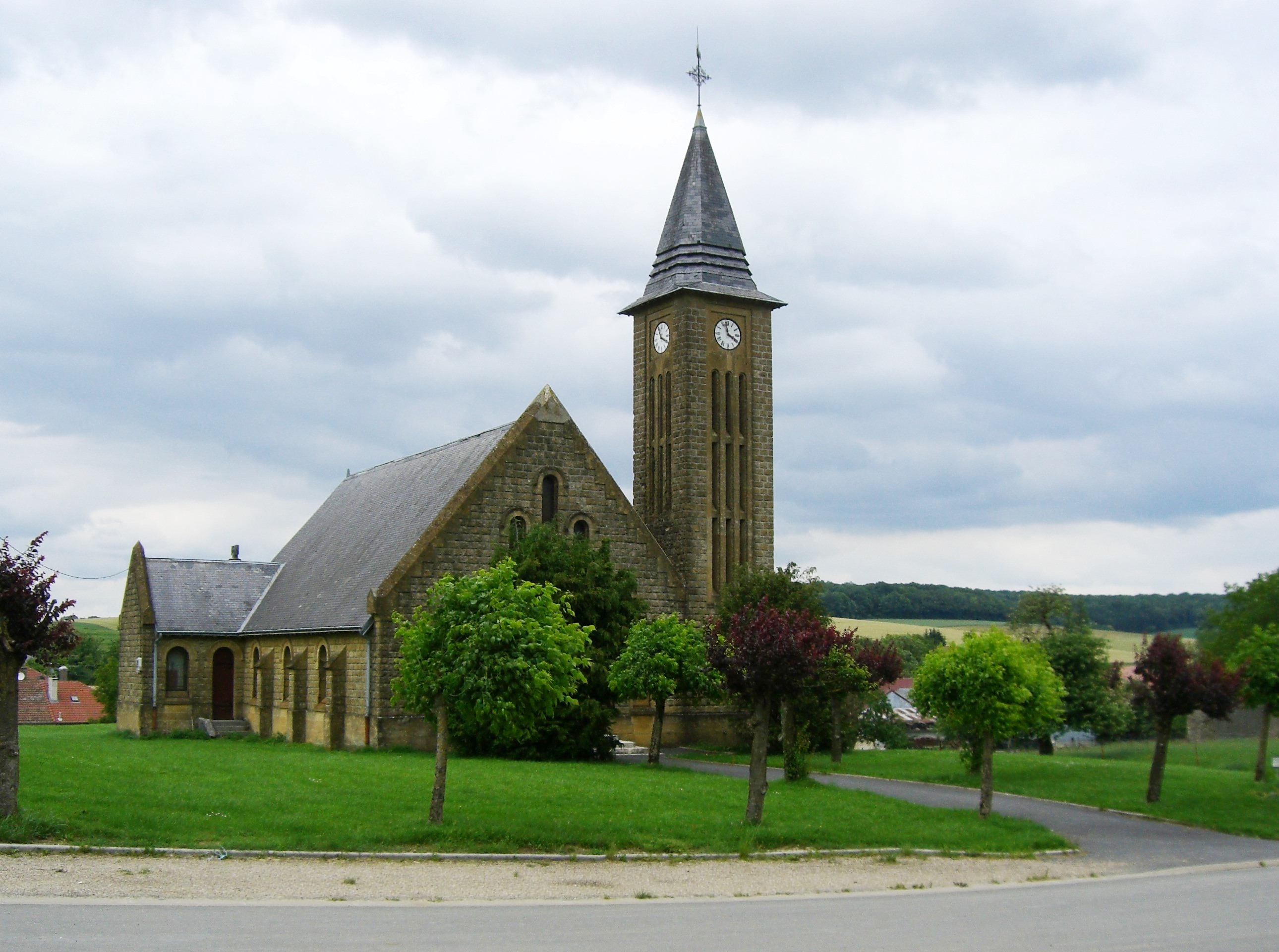
Kirche Notre-Dame
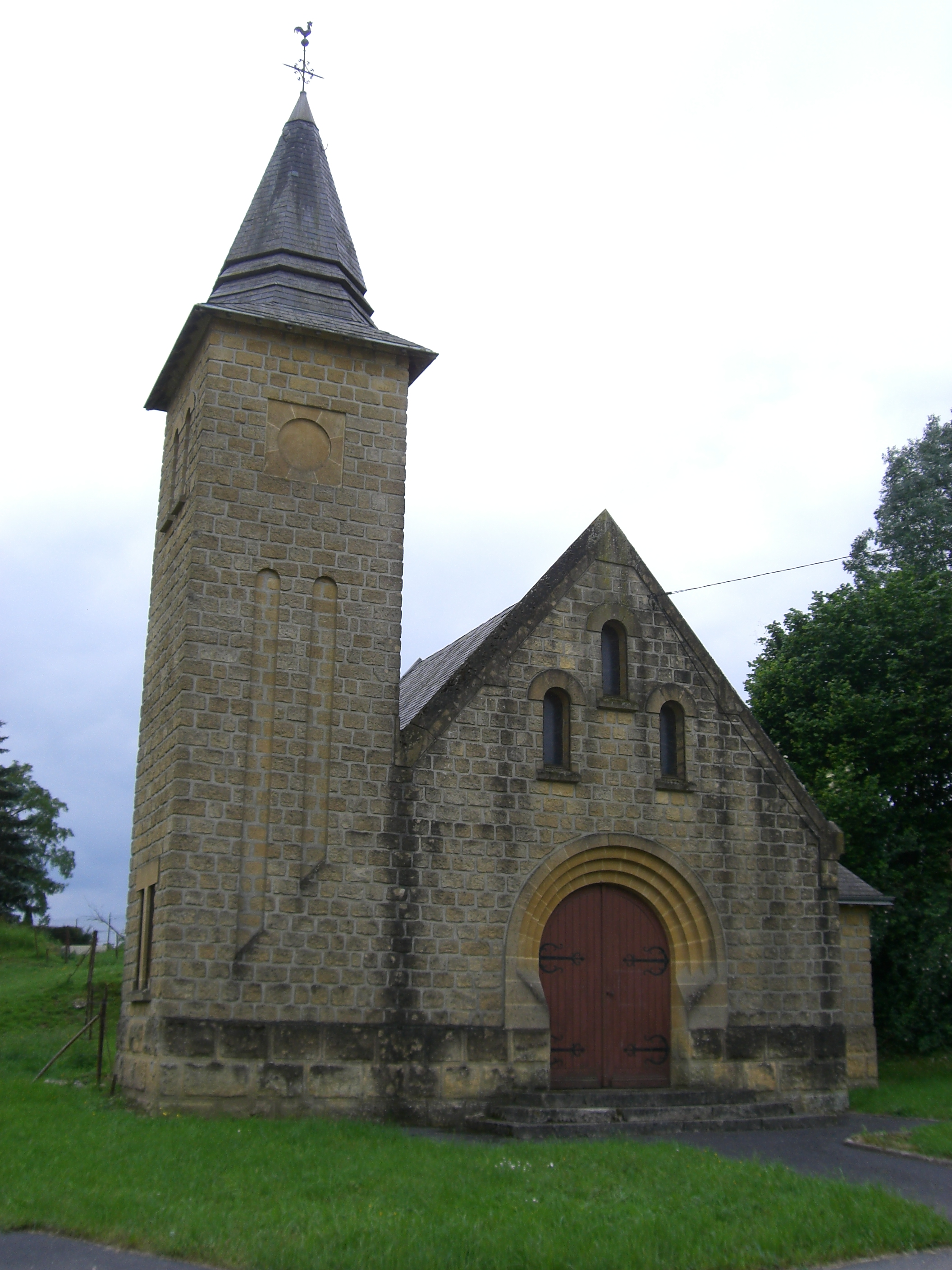
Kapelle Saint-Georges

- Kirche Notre-Dame
- Kapelle Saint-Georges